# Lavazza

Luigi Lavazza S.p.A., a menudo llamada simplemente Lavazza , es una empresa italiana dedicada a la elaboración de productos del café. Fundada en 1895 en la ciudad de Turín por Luigi Lavazza, fue inicialmente una pequeña tienda de comestibles situada en la céntrica Via San Tommaso 10.

## El café
Lavazza importa café de diversos países, como Brasil, Colombia, Costa Rica,  Estados Unidos, Guatemala, Honduras, Indonesia, México, Uganda, y Vietnam. Su preocupación por el medio ambiente la ha llevado a crear el proyecto Tierra, un programa de agricultura ecológica en Honduras, Colombia y Perú que busca mejorar la calidad del café, así como las condiciones laborales y ambientales de esas comunidades.
Con el eslogan «El café favorito de Italia» (en inglés: Italy's favourite coffee), la compañía afirma que su producto es preferido por 16 de las 20 millones de familias consumidoras en Italia. Entre sus productos figuran Top class, Super Crema, Grand'Espresso y Dek (descafeinado).

## La empresa

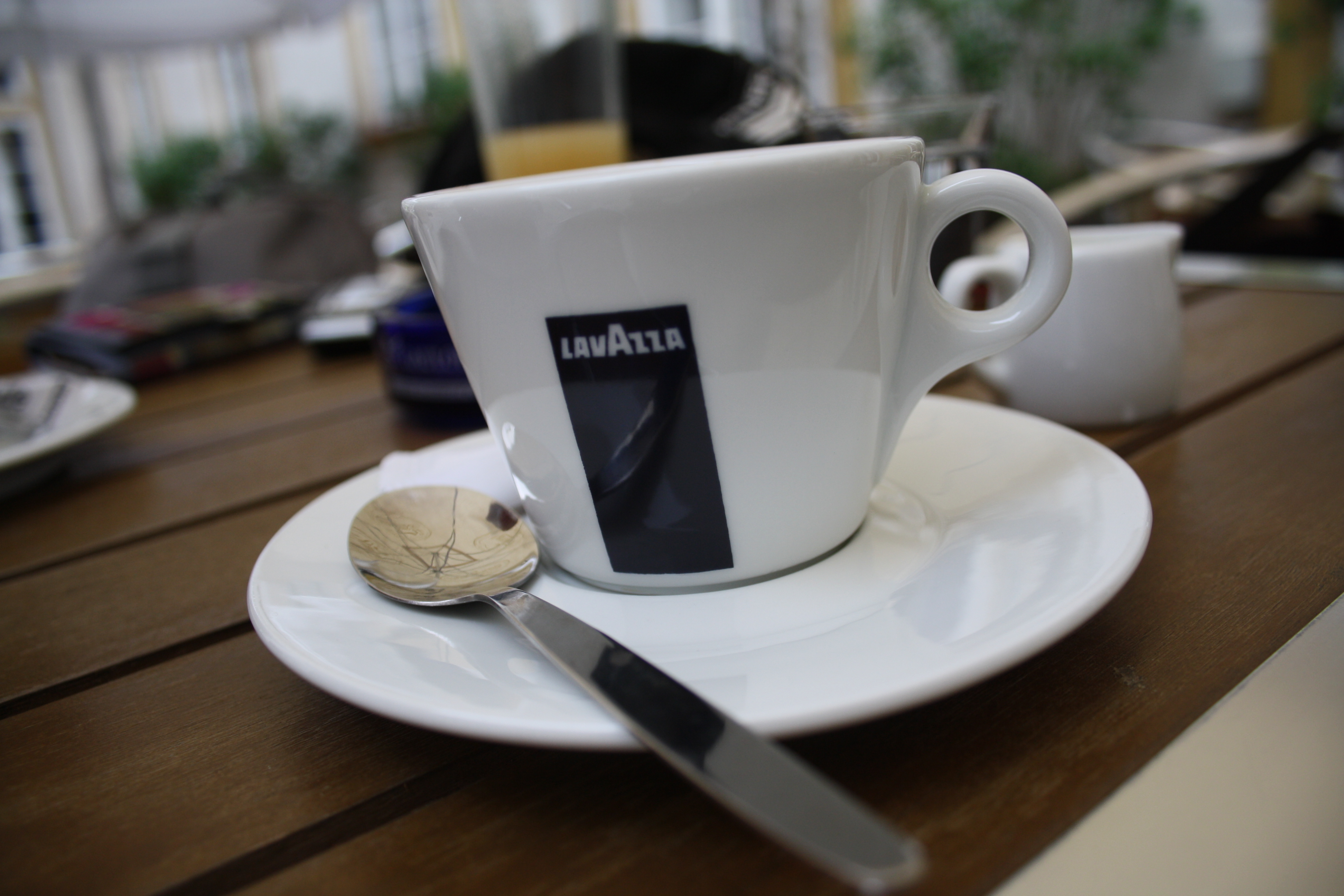
Una taza de café con el logotipo de Lavazza.

Lavazza cuenta con cuatro instalaciones en Italia y siete subsidiarias internacionales en Francia, Alemania, España, Reino Unido, Portugal, Austria y Estados Unidos. La empresa distribuye sus productos en ochenta países.
Lavazza ingresó al mercado indio al adquirir parte del grupo empresarial Sterling Infotech, el cual posee la cadena de cafeterías Barista Coffee y el negocio de las máquinas expendedoras Fresh and Honest. En mayo de 2017, Lavazza compró el 80% de la participación social de Kicking Horse Coffee, empresa canadiense de elaboración de café.

## El calendario Lavazza
Desde 1993, la empresa publica un calendario adornado con imágenes de destacados fotógrafos contemporáneos, entre ellos, Helmut Newton, David LaChapelle, Jean-Baptiste Mondino y Annie Leibovitz. Las fotografías de cada edición —a partir de 1997— se guían por un concepto, como «Las dos almas del café», «Expreso y diversión» o «Exprésate». Para celebrar el vigésimo aniversario del calendario, la agencia Armando Testa tuvo la misión de reunir a doce de los fotógrafos que trabajaron previamente en él para que se autorretrataran con una taza de café Lavazza.